# Biserica Adormirea Maicii Domnului din Focșani
Biserica Adormirea Maicii Domnului din Focșani este un monument istoric aflat pe teritoriul municipiului Focșani. În Repertoriul Arheologic Național, monumentul apare cu codul 174753.14.
Biserica cu hramul “Adormirea Maicii Domnului” dateaza din secolul XVIII-lea fiind construita de familia de negustori Jelaboi.   Biserica, monument istoric, a fost ridicata pe o fundatie din piatra si caramida, având un plan dezvoltat în forma de cruce prin adaugarea la planul initial, în forma de nava, a celor doua abside în anul 1903. Departajarea naosului de pronaos se facea prin doi stâlpi grosi de caramida, care au fost desfiintati în anul 1903. Catapeteasma este din zid pictata, iar pe partea verticala a bisericii, a fost amplasata pe pronaos turla de clopotnita din lemn. Biserica „Adormirea Maicii Domnului” Jelaboiu a fost restaurata in perioada 1994-1999, mai putin pictura.